# Ośmiorniczka (zbiór opowiadań)
Ośmiorniczka (ang. Octopussy albo Octopussy and The Living Daylights) – zbiór opowiadań Iana Fleminga z 1966 roku o przygodach Jamesa Bonda.

## Zawartość zbioru
- Ośmiorniczka (Octopussy)
- Własność pewnej damy (The Property of a Lady)
- W obliczu śmierci (The Living Daylights)
- 007 w Nowym Jorku (007 in New York)

Tytuły polskie za pierwszym polskim wydaniem całego tomu (Ośmiorniczka, Przedsiębiorstwo Wydawnicze Rzeczpospolita SA, 2008). Opowiadanie Ośmiorniczka ukazało się wcześniej po polsku pod tytułami: Ośmiornica i Ośmiornisia.

## Wydania polskie
- Ośmiornica - 1989, wyd. InterArt, przekł. Jarosław Kotarski - pojedyncze opowiadanie
- Ośmiornisia - 1989, wyd. RSW „Prasa-Książka-Ruch”, przekł. Ziemowit Andrzejewski - pojedyncze opowiadanie, zawarte w magazynie Literatura '89
- Ryzyko - 1990, wyd. InterArt, przekł. Jarosław Kotarski - zawiera opowiadanie Własność pewnej damy
- Ośmiorniczka - 2008, wyd. PW Rzeczpospolita, przekł. Jarosław Kotarski